# كيوشيرو تسوبوي
كيوشيرو تسوبوي (باليابانية: 坪井 清志郎) (مواليد 1 فبراير 2000) هو لاعب كرة قدم ياباني.

## وصلات خارجية
- كيوشيرو تسوبوي على موقع رابطة كرة القدم اليابانية للمحترفين (اليابانية)
- كيوشيرو تسوبوي على موقع قاعدة بيانات كرة القدم.إي يو (الإنجليزية)
- كيوشيرو تسوبوي على موقع Soccerway.com (الإنجليزية)
- كيوشيرو تسوبوي على موقع عالم كرة القدم.نت (الإنجليزية)